# Честь (фильм, 2004)
«Честь» (хинди गर्व) — индийский фильм Пунита Иссара, вышедший в прокат 9 июля 2004 года.

## Сюжет
Инспектор Арджун Ранавал (Салман Хан) и его друзья и коллеги-полицейские объявляют войну мафии. Не раз убедившись в том, что мафиозные кланы срослись с политическими партиями и стали неуязвимыми для правосудия, они решают не доводить уголовные дела до суда, а расправляться с преступниками на месте. Отныне попытки главарей мафии использовать политиков, журналистов и продажных полицейских для своей защиты становятся бесполезными — пули настигают их до того, как судьи в очередной раз вынесут им оправдательный приговор. Тогда преступники решают убрать с дороги своих врагов из полиции. Однако, инспектор Ранавал, имеющий осведомителей в их среде, остаётся неуязвим. Но всё же бандитам удаётся найти его уязвимое место — они похищают его сестру Ракхи и насилуют её. Арджун жестоко расправляется с насильниками, но вынужден скрывать причину своего поступка, чтобы никто не узнал о поруганной чести его сестры. Представ перед судом за убийство 18-ти человек, он не говорит ни слова в своё оправдание, хотя ему грозит смертная казнь. Узнав об этом, Ракхи решает сказать правду в суде, при этом рискуя потерять своего жениха, отец которого является судьёй.

## В ролях
- Салман Хан — инспектор Арджун Ранавал
- Шилпа Шетти — Джаннат
- Аканша Малхотра — Радхи Диксит, сестра Арджуна
- Арбаз Хан[англ.] — инспектор Хайдер Али Хан
- Амриш Пури — комиссар Самар Сингх
- Фарида Джалал — приемная мать Арджуна
- Мукеш Риши — крупный мафиози Зафар Супари
- Анупам Кхер — прокурор Тьяги
- Кулбхушан Харбанда[англ.] — судья Ачария

## Саундтрек
| №  | Название                                             | Исполнители                      | Длительность |
| -- | ---------------------------------------------------- | -------------------------------- | ------------ |
| 1. | «Hum Tumko Nigahon Mein»                             | Удит Нараян, Шрея Гхошал         | 6:02         |
| 2. | «Dum Mast Mast»                                      | Сукхвиндер Сингх, Сунидхи Чаухан | 5:38         |
| 3. | «Soniye Toh Sonee»                                   | Сукхвиндер Сингх, Шрея Гхошал    | 5:05         |
| 4. | «Marhaba»                                            | Сунидхи Чаухан, Зубин Гарг       | 7:05         |
| 5. | «Chokari Patti Nahi Naukari Mili Nahi (Khaaya Piya)» | Сунидхи Чаухан, Винод Ратход     | 5:48         |
| 6. | «Saiyan Mora Saiyan»                                 | Сунидхи Чаухан                   | 5:57         |
| 7. | «Fariyaad Kya Kare Ham»                              | Сону Нигам                       | 6:17         |
| 8. | «Tere Hai Deewana Dil»                               | Кумар Сану, Анурадха Паудвал     | 5:24         |

## Разное
- В 2005 году Салман Хан был номинирован на Screen Weekly Award как лучший исполнитель главной роли.